# Télé50
Télé 50 est une chaîne de télévision privée basée en  République Démocratique du Congo, émettant à partir de la ville province de Kinshasa. Créée en 2010, c'est une chaîne proche de l'ancien président Joseph Kabila Kabange.

## Historique
La chaîne de télévision du cinquantenaire (télé 50) a été lancée le 24 juin 2010 dont le Directeur Général est Jean-Marie Kassamba. L'actualité de la République démocratique du Congo et internationale est son but et elle porte le slogan "Simplement Congolais".

## Émissions
- Les dessous de cartes
- Club50
- Décryptage
- Ça fait débat